# Scotoplanetes arenstorffianus
Espèce
Scotoplanetes arenstorffianus est une espèce d'insectes coléoptères de la famille des Carabidae.

## Distribution
Cette espèce est endémique de Bosnie-Herzégovine, elle ne se rencontre que dans les Alpes dinariques au sud de l'Herzégovine.

## Publication originale
- (de) Absolon, 1913 : Ueber Scotoplanetes arenstorffianus nov. subg., nov. spec., eine neue Anophthalmentype (Coleoptera Carabidae) aus dem Ponor-Gebiete der Trebinjcica in Sudosthercegovina. Koleopterologische Rundschau Wien, p. 93-100. (texte original)